# Mahlsdorf, Berlin
Mahlsdorf är en stadsdel i östra Berlin i Tyskland, tillhörande stadsdelsområdet Marzahn-Hellersdorf. Befolkningen uppgick till 27 945 invånare i juni 2016. Mahlsdorf utgör den östligaste av de tre villastadsdelarna Kaulsdorf, Biesdorf och Mahlsdorf som tillsammans utgör Tysklands största sammanhängande område med villor och parhus.

## Geografi

### Naturgeografi

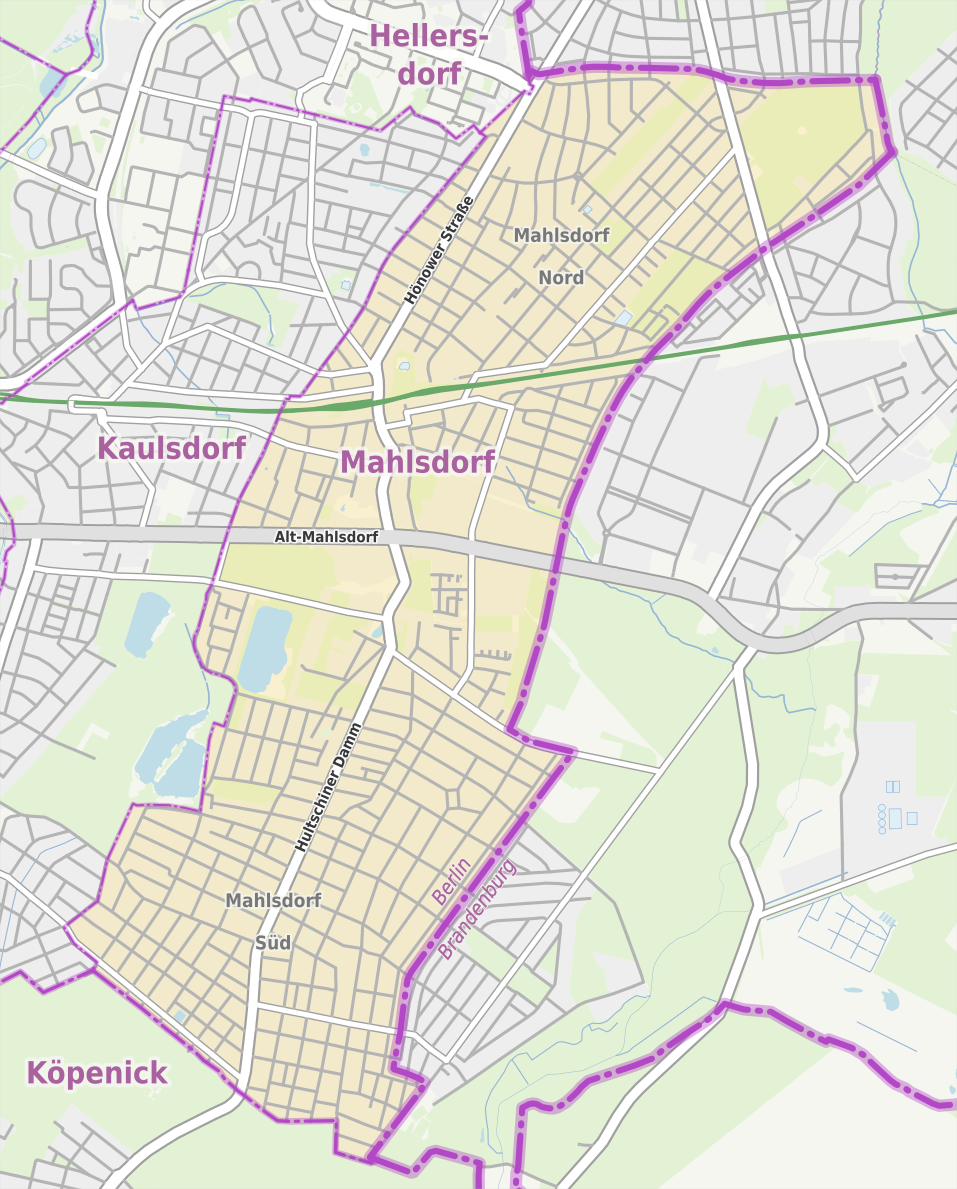
Karta över Mahlsdorf.

Mahlsdorf ligger vid Barnimplatåns gräns mot det omkring 15 meter lägre liggande låglandet i Sprees floddal. Vid stadsdelsgränsen mot Kaulsdorf finns den så kallade Berliner Balkon, den enda plats inom Berlins gräns där höjdskillnaden vid den naturliga gränsen för platån inte dolts av bebyggelsen utan är fullt synlig i landskapet.

### Administrativa gränser
Stadsdelen gränsar i söder och väster till stadsdelarna Köpenick, Kaulsdorf och Hellersdorf i Berlin. I norr och öster gränsar stadsdelen till Landkreis Märkisch-Oderland i förbundslandet Brandenburg, med Hoppegartens kommun i norr och öster samt Neuenhagen bei Berlin i nordost.

## Historia
Mahlsdorf grundades, i likhet med många andra orter i Berlins omgivningar i Mittelmarkregionen, som en by omkring 1230 av tyska bosättare västerifrån. Den ursprungliga byn ligger omkring en nord-sydlig bygata, med bykyrkan på västra sidan. Söder om byns kyrka passerade handelsvägen som sammanband Berlin med handelsstäderna Frankfurt an der Oder, Poznań och Gniezno österut. Det första skriftliga omnämnandet som Malterstorp är från 1345. I Karl IV:s landbok från 1375 omnämns byn som omfattande 50 Hufen (ett landmått motsvarande ungefär ett hushålls försörjning), varav fyra tillkom kyrkoherden. Dessutom omnämns en bykrog. 1459 tillhörde byn Berlins ärkediakonat. Släkterna von Grieben och von Falkenberg var de stora godsägarna i byn, som även hade patronatsrätten. Från 1613 till 1619 tillhörde byn släkten Pfuel.
1753 grundades bosättningen Kiekemal under Fredrik II av Preussens regering, av bosättare från Plattenhardt i Württemberg. Fram till mitten av 1800-talet var orten en lantlig by med omkring 250 invånare, men i synnerhet efter att en järnvägsstation på Preussiska östbanan öppnats 1885 kom orten att genomgå en snabb tillväxtfas som förort till Berlin. 1920 införlivades Mahlsdorf i Stor-Berlin och hade då omkring 6 000 invånare. Ursprungligen tillhörde stadsdelen Lichtenbergs stadsdelsområde och kom efter 1945 att tillhöra Östberlin. Genom administrativa förändringar blev området 1979 del av Marzahns stadsdelsområde och 1986 av Hellersdorfs stadsdelsområde.

## Sevärdheter
- Mahlsdorfs bykyrka, Alte Pfarrkirche, uppförd under 1200-talet.
- Gründerzeitmuseum i Mahlsdorfs herrgård, grundat 1960 av Charlotte von Mahlsdorf. Museet utgör Europas största samling av 1800-talsföremål från tysk Gründerzeit och används ofta för filminspelningar och vigslar.

## Näringsliv
I Mahlsdorf driver ALBA AG en förpackningsåtervinningsanläggning som behandlar återvinningen för hela Storstadsregion Berlin/Brandenburg med omkring sju miljoner invånare.

## Kommunikationer
Genom Mahlsdorf passerar Bundesstrasse 1/5 i öst-västlig riktning.
Mahlsdorfs järnvägsstation trafikeras av Berlins pendeltågslinje S5 (Berlin Westkreuz – Berlin Hauptbahnhof – Mahlsdorf – Strausberg Nord) samt av regionaltåg på linjen Berlin-Lichtenberg  – Mahlsdorf  – Strausberg  – Müncheberg  – Werbig  – Kostrzyn nad Odrą.

## Kända invånare
Följande personer har bott i stadsdelen:
- Jurek Becker (1937–1997), författare och DDR-dissident.
- Gerhard Behrendt (1929–2006), regissör.
- Ralf Bursy (född 1956), popsångare och musikproducent.
- Susanne Graf (född 1992), piratpartistisk politiker.
- Alice Herz (1882–1965), pacifist och journalist.
- Maybrit Illner (född 1965), journalist och TV-programledare.
- Charlotte von Mahlsdorf (1928–2002), grundare till Gründerzeitmuseum.
- Josep Renau (1907–1982), konstnär.
- Kathrin Schmidt (född 1958), författare.
- Frank Schöbel (född 1942), schlagersångare.
- Rudi Strahl (1931–2001), dramatiker.
- Lisa Unruh (född 1988), bågskytt, OS-silvermedaljör 2016.
- Diedrich Wattenberg (1909–1996), astronom.